# 坎波巴索車站
坎波巴索車站（義大利語：Stazione di Campobasso）是義大利莫利塞大區首府坎波巴索的主要鐵路車站，於1883年啟用，車站每年約有一百萬人次乘客利用。